# Ronald Douglas Lawrence
Ronald Douglas Lawrence (ur. 12 września 1921, zm. 27 listopada 2003) – kanadyjski pisarz i przyrodnik.

## Życiorys
Urodził się na statku w Zatoce Biskajskiej u wybrzeży Hiszpanii 12 września 1921 roku. Do Kanady przyjechał w roku 1954.
Pisał głównie na tematy związane z przyrodą i zwyczajami zwierząt. Opisywał głównie zwierzęta zamieszkujące odludne lasy północnej Kanady. Jego książki były publikowane w 26 krajach.
Zmarł na chorobę Alzheimera 27 listopada 2003 roku w hrabstwie Haliburton w Ontario.

## Wydane książki
- Wildlife in Canada, 1966
- The Place in the Forest, 1967
- Where the Water Lilies Grow, 1968
- The Poison Makers, 1969
- Cry Wild, 1970
- Maple Syrup, 1971
- Wildlife in North America: Mammals, 1974
- Wildlife in North America: Birds, 1974
- Paddy, 1977
- Discover Ste. Marie, 1978
- The North Runner, 1979
- Secret Go the Wolves, 1980
- The Study of Life: A Naturalist’s View, 1980
- The Zoo That Never Was, 1981
- Voyage of the Stella, 1982
- The Ghost Walker, 1983
- Canada’s National Parks, 1983
- The Shark, 1985
- In Praise of Wolves, 1986
- Trans-Canada Country, 1986
- The Natural History of Canada, 1988
- The Natural History of Canada Revised by Michal Polak, 2005
- For the Love of Mike (Pour L'Amour de Mike), 1989
- Wolves, 1990
- Biała puma, 1990
- Trail of the Wolf, 1993
- The Green Trees Beyond, 1994
- A Shriek in the Forest Night, 1996
- Owls, the Silent Fliers, 1997
- Cry Wild, 2005